# Радио NS
Радио NS.

## Владельцы
Радио NS принадлежит компании «Рауан Медиа Групп». Изначально компания принадлежала АО «КазМунайГаз», однако в октябре 2013 года была выставлена на продажу в рамках плана по реструктуризации непрофильных активов. Новым владельцем «Рауан Медиа Групп» стал холдинг «Нур-Медиа», подконтрольный крупнейшей политической партии Казахстана «Нур Отан».

## История
Первый эфир радиостанции NS состоялся 6 марта 1995 года в Алма-Ате. Эфир был открыт песенкой «Чунга-Чанга» (из мультфильма «Катерок») и пожеланием доброго дня от ведущего Константина Иванова. С 1997 года вещание начинает распространяться на другие города Казахстана.
Первоначально в эфире радиостанции звучала только русскоязычная музыка. Однако в 2000 году была проведена смена концепции, после чего в эфире появились принципиально новые передачи и зазвучали зарубежные музыкальные композиции. В 2016-2017 годах вновь произошло обновление формата.
Радио NS принимает участие в организации казахстанской версии китайского музыкального шоу «I Am a Singer».
Ежегодно в начале марта радиостанция устраивает концерты в честь своего дня рождения, совмещённые с празднованием Международного женского дня.

## Программы

### Актуальные
Разговорные
- Новое утро
- Live Chat

Музыкальные
- Хит за хитом
- Экспресс в прошлое

### Архивные
- Шоу на колёсах
- Kosanostra

- Очень добрый вечер
- Портреты
- Вкус любви
- Камертон
- Легенды FM
- Мелодии и ритмы
- Русский шансон
- Салем (ранее — «От чистого сердца») — программа приветов и поздравлений

## Города вещания
- Алма-Ата — 106,0 FM;
- Астана — 105,9 FM;
- Актау — 106,2 FM;
- Актобе — 103,8 FM;
- Аксай — 105,0 FM;
- Атырау — 104,4 FM;
- Балхаш — 102,6 FM;
- Жезказган — 103,7 FM;
- Алтай — 103,3 FM;
- Караганда — 105,6 FM;
- Кентау — 101,6 FM;
- Кокшетау — 105,7 FM;
- Костанай — 107,0 FM;
- Кулсары — 101,5 FM;
- Кызылорда — 107,7 FM;
- Лисаковск — 104,6 FM;
- Павлодар — 104.6 FM;
- Петропавловск — 101,6 FM;
- Риддер — 103,1 FM;
- Рудный — 105,7 FM;
- Семей — 102,8 FM;
- Талдыкорган — 105,4 FM;
- Тараз — 103,9 FM;
- Шымкент — 105,9 FM;
- Уральск — 104,6 FM;
- Усть-Каменогорск — 107,0 FM;
- Щучинск — 102,3 FM;
- Экибастуз — 104,2 FM;

## Награды
1999 — Международный фестиваль Рекламы (Москва): 1-е место в номинации «Социальная реклама» — аудиоролик «Не кури» (Алексей Парепко).
2002 — премия «Эфемми» (Казахстан): «Лучшая программа года» — «Портреты» (Людмила Тимошенко)
2002 — премия «Эфемми» (Казахстан): «Лучший ведущий года» — Наиль Ахмеджанов.
2004 — конкурс Brand of the year (Казахстан): Gran-Prix «Народная любовь» — брэнд Радио NS.
2018 — национальная премия в области радиовещания «Tolqyn» за передачу «Камертон».

## Интересные факты
- В апреле 2011 года известный психотерапевт и деятель нетрадиционной медицины Анатолий Кашпировский должен был принять участие в одной из программ. Однако через 15 минут он прервал эфир из-за конфликта с ведущим[8].